# Ono (Côte d'Ivoire)
Pour l’article homonyme, voir Ono.
Ono est une localité du sud-est de la Côte d'Ivoire et appartenant au département de Grand-Bassam, Région du Sud-Comoé. La localité de Ono est un chef-lieu de commune.